# Alto Dona Augusta
O morro Alto da Dona Augusta é um bairro do município de Cariacica, na Grande Vitória, Espírito Santo. O local é muito procurado por jovens e crianças para a prática de levantamento de pipas e papagaios. Nesta época do ano a concentração de pessoas aumenta e já é possível ver uma média de 500 pipas colorindo os céus. Estes números aumentam chegando a 5 000 pipas. 

## Espetáculo
Segundo alguns freqüentadores e moradores do local o espetáculo das pipas acontece durante todo o período de férias escolares, porém é no período de junho e julho que os céus ficam repletos e coloridos com até 5000 pipas.
É também durante este período que pode-se observar, jovens executando manobras de free stile com suas bicicletas.
O bairro além de vizinhança amistosa, é muito próximo á Av Expedito Garcia e portanto com grande vocação comercial também.
O bairro está sendo povoado por moradores com niveis sócio econômicos maiores e de extremo bom gosto. As casas seguem um alto padrão de arquitetura e com uma vista privilegiada da cidade. 
De lá consegue-se avistar a região serrana e a baia de Vitória.
Encontram-se casas e apartamentos para alugar com preços amistosos. Um bairro que já é uma realidade.